# Zyginopsis takasagonis
Zyginopsis takasagonis är en insektsart som först beskrevs av Matsumura 1932.  Zyginopsis takasagonis ingår i släktet Zyginopsis och familjen dvärgstritar. Inga underarter finns listade i Catalogue of Life.